# Bundestagswahlkreis Eisenach – Mühlhausen
Der Bundestagswahlkreis Eisenach – Mühlhausen war von 1990 bis 2002 ein Wahlkreis in Thüringen. Er hatte die Nummer 297 und umfasste das Gebiet der 1990 existierenden Kreise Eisenach und   Mühlhausen. Im Rahmen einer größeren Wahlkreisreform zur Bundestagswahl 2002, bei der Thüringen 2 Bundestagswahlkreise verlor, wurde der Bundestagswahlkreis Eisenach - Mühlhausen auf die Wahlkreise  Eisenach – Wartburgkreis – Unstrut-Hainich-Kreis I und Kyffhäuserkreis - Sömmerda - Unstrut-Hainich-Kreis II aufgeteilt.

## Wahlergebnisse

### Bundestagswahl 1998
| Kandidaten                     | Kandidaten               | Parteien/Listen     | Erststimmen | Erststimmen | Zweitstimmen | Zweitstimmen |
| Kandidaten                     | Kandidaten               | Parteien/Listen     | Stimmen     | %           | Stimmen      | %            |
| ------------------------------ | ------------------------ | ------------------- | ----------- | ----------- | ------------ | ------------ |
|                                | Manfred Heise            | CDU                 | 40.223      | 33,2        | 36.960       | 30,4         |
|                                | Eckhard Ohlgewählt im WK | SPD                 | 51.871      | 42,8        | 45.282       | 37,3         |
|                                | Rosel Neuhäuser          | PDS                 | 21.046      | 17,4        | 22.557       | 18,6         |
|                                | Andre Vandreike          | GRÜNE               | 3.886       | 3,2         | 4.489        | 3,7          |
|                                | Klaus Schneider          | F.D.P.              | 2.666       | 2,2         | 3.866        | 3,2          |
|                                | −                        | BFB – Die Offensive | –           | –           | 394          | 0,3          |
|                                | –                        | DVU                 | –           | –           | 3.266        | 2,7          |
|                                | −                        | GRAUE               | –           | –           | 407          | 0,3          |
|                                | −                        | REP                 | –           | –           | 1.451        | 1,2          |
|                                | −                        | DIE FRAUEN          | –           | –           | 232          | 0,2          |
|                                | –                        | Pro DM              | –           | –           | 2.178        | 1,8          |
|                                | −                        | FORUM               | –           | –           | 185          | 0,2          |
|                                | Clemens Roschka          | ödp                 | 610         | 0,5         | 260          | 0,2          |
|                                | Birk Töpfer              | BIRK 2000           | 609         | 0,5         | –            | –            |
|                                | Günter Slave             | MLPD                | 189         | 0,2         | –            | –            |
| Gesamt                         | Gesamt                   | Gesamt              | 121.100     | 100         | 121.527      | 100          |
|                                |                          |                     |             |             |              |              |
| Ungültige Stimmen              | Ungültige Stimmen        | Ungültige Stimmen   | 2.603       | 2,1         | 2.176        | 1,8          |
| Wähler                         | Wähler                   | Wähler              | 123.703     | 82,4        | 123.703      | 82,4         |
| Wahlberechtigte                | Wahlberechtigte          | Wahlberechtigte     | 150.099     |             | 150.099      |              |
|                                |                          |                     |             |             |              |              |
| Quellen: Der Bundeswahlleiter, |                          |                     |             |             |              |              |

### Bundestagswahl 1994
| Kandidaten                     | Kandidaten                 | Parteien/Listen   | Erststimmen | Erststimmen | Zweitstimmen | Zweitstimmen |
| Kandidaten                     | Kandidaten                 | Parteien/Listen   | Stimmen     | %           | Stimmen      | %            |
| ------------------------------ | -------------------------- | ----------------- | ----------- | ----------- | ------------ | ------------ |
|                                | Manfred Heisegewählt im WK | CDU               | 46.892      | 42,7        | 45.647       | 41,3         |
|                                | –                          | SPD               | 38.422      | 35,0        | 37.640       | 34,1         |
|                                | –                          | PDS               | 15.206      | 13,8        | 16.042       | 14,5         |
|                                | –                          | GRÜNE             | 4.873       | 4,4         | 4.894        | 4,4          |
|                                | –                          | F.D.P.            | 2.939       | 2,7         | 3.727        | 3,4          |
|                                | –                          | GRAUE             | –           | –           | 465          | 0,4          |
|                                | –                          | REP               | 1.470       | 1,3         | 1.379        | 1,2          |
|                                | –                          | Solidarität       | –           | –           | 62           | 0,1          |
|                                | –                          | MLPD              | –           | –           | 50           | 0,0          |
|                                | –                          | ÖDP               | –           | –           | 168          | 0,2          |
|                                | –                          | STATT             | –           | –           | 325          | 0,3          |
| Gesamt                         | Gesamt                     | Gesamt            | 109.802     | 100         | 110.399      | 100          |
|                                |                            |                   |             |             |              |              |
| Ungültige Stimmen              | Ungültige Stimmen          | Ungültige Stimmen | 3.132       | 2,8         | 2.535        | 2,2          |
| Wähler                         | Wähler                     | Wähler            | 112.934     | 75,8        | 112.934      | 75,8         |
| Wahlberechtigte                | Wahlberechtigte            | Wahlberechtigte   | 148.971     |             | 148.971      |              |
|                                |                            |                   |             |             |              |              |
| Quellen: Der Bundeswahlleiter, |                            |                   |             |             |              |              |

### Bundestagswahl 1990
| Kandidaten                     | Kandidaten                 | Parteien/Listen   | Erststimmen | Erststimmen | Zweitstimmen | Zweitstimmen |
| Kandidaten                     | Kandidaten                 | Parteien/Listen   | Stimmen     | %           | Stimmen      | %            |
| ------------------------------ | -------------------------- | ----------------- | ----------- | ----------- | ------------ | ------------ |
|                                | Manfred Heisegewählt im WK | CDU               | 58.249      | 50,6        | 55.112       | 47,3         |
|                                | −                          | SPD               | 31.453      | 27,3        | 28.046       | 24,1         |
|                                | −                          | PDS               | 8.235       | 7,2         | 7.238        | 6,2          |
|                                | −                          | DSU               | –           | –           | 733          | 0,6          |
|                                | −                          | F.D.P.            | 16.283      | 14,1        | 16.417       | 14,1         |
|                                | −                          | GRÜNE             | –           | –           | 6.283        | 5,4          |
|                                | −                          | LIGA              | –           | –           | 184          | 0,2          |
|                                | −                          | DIE GRAUEN        | –           | –           | 772          | 0,7          |
|                                | –                          | REP               | –           | –           | 1.182        | 1,0          |
|                                | −                          | NPD               | 922         | 0,8         | 344          | 0,3          |
|                                | –                          | ÖDP               | –           | –           | 214          | 0,2          |
|                                | –                          | Patrioten         | –           | –           | 36           | 0,0          |
| Gesamt                         | Gesamt                     | Gesamt            | 115.142     | 100         | 116.561      | 100          |
|                                |                            |                   |             |             |              |              |
| Ungültige Stimmen              | Ungültige Stimmen          | Ungültige Stimmen | 3.073       | 2,6         | 1.654        | 1,4          |
| Wähler                         | Wähler                     | Wähler            | 118.215     | 76,9        | 118.215      | 76,9         |
| Wahlberechtigte                | Wahlberechtigte            | Wahlberechtigte   | 153.760     |             | 153.760      |              |
|                                |                            |                   |             |             |              |              |
| Quellen: wahlen.thueringen.de, |                            |                   |             |             |              |              |

## Wahlkreissieger
| Wahl | Name          | Partei | Erststimmen |
| ---- | ------------- | ------ | ----------- |
| 1998 | Eckhard Ohl   | SPD    | 37,3 %      |
| 1994 | Manfred Heise | CDU    | 41,3 %      |
| 1990 | Manfred Heise | CDU    | 47,3 %      |